# 간천역
간천역(間川驛, Gancheon Station)은 김삼선(김천~삼천포)의 계획상으로 임시 가선부터 시작해 지어졌으나, 김삼선 철도 계획 취소로 소멸된 철도역이다.